# Gammarus stasiuki
Gammarus stasiuki – gatunek skorupiaka z rodziny Gammaridae występujący w Karpatach.
Gatunek opisali w 2021 r. dr Tomasz Mamos, prof. Krzysztof Jażdżewski i prof. Michał Grabowski na podstawie badań genetycznych, wyodrębniając go z Gammarus tatrensis. Już w latach 1980. Krzysztof Jażdżewski po raz pierwszy zwrócił uwagę, że różni się wyglądem od innych kiełży, ale nie zdecydował się opisać go jako nowego gatunku ze względu na brak pewności co do jego odrębności.
Nazwany został na cześć pisarza Andrzeja Stasiuka. Gatunek osiągający długość do 2 cm i zamieszkuje wody w Karpatach Wschodnich.